# Rybka
Rybka는 국제 마스터 바시크 라일리치가 디자인한 컴퓨터 체스 엔진이다. 2011년경 Rybka는 체스 엔진 등급 목록에서 최고 등급의 엔진 중 하나였으며 많은 컴퓨터 체스 토너먼트에서 우승했다.
Rybka는 2007년부터 2010년까지 4회 연속 세계 컴퓨터 체스 선수권 대회에서 우승한 후 2011년 6월 국제 컴퓨터 게임 협회가 Rybka가 크래프티(Crafty) 및 프루트(Fruit) 체스 엔진에서 표절되어 독창성을 충족하지 못했다고 결론을 내린 후 이러한 타이틀을 박탈당했다. 2015년 FIDE 윤리위원회는 바시크 라일리치와 체스 엔진 개발자이자 게임 퍼블리셔인 크리스 휘팅턴이 내부 징계 절차 중 윤리적 위반에 대해 제기한 불만 사항에 따라 ICGA에 유죄 판결을 내리고 경고와 함께 ICGA를 제재했다.
체스베이스는 ICGA 대변인 데이비드 레비와의 과정과 평결에 대한 도전적인 두 부분으로 구성된 인터뷰 기사를 게재했다. 이후 체스베이스는 라일리치를 영입하여 프리츠 15(2015년 말 출시)와 프리츠 16(2017년 말 출시)을 제작했다.